# 엠플레어
엠플레어(Mflare co.,Ltd)는 에듀테인먼트 모바일 애플리케이션을 개발하는 기업으로 어린이 전자책 도서관 아이윙(IWING)을 운영하고 있다.
아이윙(IWING)은 119개국(2018년 3월 기준)에서 이용하고 있으며, 구글 플레이스토어, 애플 앱스토어 마켓에서 서비스하고 있다.

## 연혁
- 2018 서울시립 정도도서관, 고양시립 도서관 아이윙 ZONE 공급
- 2018 은평구 응암정보화도서관 아이윙 ZONE 공급
- 2017 양천구 영어특성화도서관 아이윙 ZONE 공급
- 2017 오버드라이브(전세계 전자책 플랫폼) 콘텐츠 유통/배급
- 2017 기술상용화 공개평가형 선정(서울산업진흥원)
- 2017 중소기업기술혁신개발사업 선정(중소기업청)
- 2016 투자유치 (삼성벤처투자, 인포뱅크, 서울산업진흥원, 한국벤처투자)
- 2016 케이블 TV VOD 아이윙 채널 입점
- 2016 쥬니어 네이버, 판도라TV 아이윙 채널 입점
- 2016 양천구 갈산도서관 아이윙 스트리밍북ZONE 운영
- 2016 혁신벤처센터 성장지원사업 선정(정보통신진흥원)
- 2015 특허등록(사용자 나레이션 기반의 e-book 시스템_10-2014-0024223)
- 2015 SW프로슈며 평가지원 사업 선정(정보통신산업진흥원)
- 2015 창업성장기술개발사업 선정(중소기업청)
- 2015 혁신벤처센터 성장지원사업 선정(정보통신진흥원)
- 2015 누리꿈스퀘어 혁신벤처센터 입주 선정(정보통신산업진흥원)
- 2015 창조경제타운 추천 아이디어선정(아이윙)
- 2014 대한민국 모바일앱 어워드 왕중왕전 우수상 수상(미래창조과학부)
- 2014 대한민국 모바일앱 어워드 으뜸앱 수상(미래창조과학부)
- 2014 초록우산 어린이재단 나눔협약 체결
- 2014 상표등록(I-wing/아이윙_40-2014-0000959)
- 2014 특허출원(사용자 나레이션 기반의 e-book 시스템_10-2014-0024223)
- 2014 특허출원(오토 리사이징 모듈_10-2014-0003721)
- 2013 삼성 스마트앱 챌린지 공모전 3등 수상
- 2013 서울시 일자리창출 우수기업 인증 선정
- 2013 한국 콘텐츠 진흥원 기능성게임 제작 지원 선정
- 2012 스마트콘텐츠어워드 교육/도서부분 우수앱 수상 (문화체육관광부)
- 2012 코리아모바일어워드 교육부문 우수앱 수상 (방송통신위원회)
- 2012 벤처기업인증, 기업부설연구소 설립 인정
- 2012 특허출원(SNS 디지털오디오북 제작 시스템 및 방법_10-2012-0091226)
- 2011 코리아모바일어워드 교육부문 우수앱 수상(방송통신위원회)
- 2011 창업진흥원 예비기술창업자 육성사업 선정

## 애플리케이션
- 어린이 전자책 도서관 아이윙(IWING)
- 아이스톡(Ice Talk)
- 코코몽 키즈윙(Cocomong Kidswing)
- 트랜스 윙(Trans Wing)
- 마이크로 칼리지 (Micro College)
- 날아라 초밥 (Flying Sushi)
- 닌자 초밥왕 (NINJA Sushiking)
- 한터치 (Hanja Edu)
- 마법천자문 한자게임 (Magic Hanja HanTouch)
- 마법천자문 마천카드를 찾아라 (Magic Hanja Hidden Catch)
- 따개비루 조이월드 (Lou joy world)
- 따개비루 스케치북 (Lou sketch book)
- 따개비루 영화관 (Little baby seagull LOU)
- EQ두들스 (Cocomong&Lou EQ Doodles)
- 코코몽 잉글리시밴드 (Cocomong English Band)
- 헬로코코몽 영어율동동요 통합팩 (Hello Cocomong package)
- 헬로코코몽 영어율동동요4 (Hello Cocomong4)
- 헬로코코몽 영어율동동요3 (Hello Cocomong3)
- 헬로코코몽 영어율동동요2 (Hello Cocomong2)
- 헬로코코몽 영어율동동요1 (Hello Cocomong1)
- 코코몽 틀린그림찾기2 (Cocomong Hidden Catch2)
- 코코몽 조이랜드 (Cocomong JoyLand)
- 코코몽 틀린그림찾기 (Cocomong Hidden Catch)

## 수상 및 인증현황
- 2011 코리아 모바일 어워드 교육 부문 kt상
- 2012 코리아 모바일 어워드 교육부문 LG유플러스 상
- 2012 스마트콘텐츠 2012 어워드 교육분야
- 기업부설연구소 인정서 (2012년 4월 6일)
- 벤처기업확인서 (2012년 2월 15일)
- 2013 삼성 스마트앱 챌린지 공모전 3등 수상
- 2014 대한민국 모바일앱 어워드 왕중왕전 우수상 수상(미래창조과학부)
- 2014 대한민국 모바일앱 어워드 으뜸앱 수상(미래창조과학부)
- 2015 창조경제타운 추천 아이디어선정(아이윙)